# Christopher Meloni
Christopher Peter Meloni (Washington, 2 aprile 1961) è un attore statunitense.
È noto al grande pubblico per l'interpretazione del sociopatico Chris Keller nella serie televisiva Oz e, soprattutto, per il ruolo del detective Elliot Stabler nei legal drama Law & Order - Unità vittime speciali e Law & Order: Organized Crime.

## Biografia
Meloni ha origini liguri (suo bisnonno Enrico proveniva da Velva, frazione di Castiglione Chiavarese) da parte del padre, Charles Robert Meloni, e franco-canadese da parte della madre, Cecilie Chagnon. Nato a Washington, studiò alla St. Stephen's School e all'Università del Colorado a Boulder, dove iniziò a studiare recitazione, e dove si laureò nel 1983 in storia. Dopo la laurea, Meloni andò a New York, dove continuò gli studi con Sanford Meisner alla Neighborhood Playhouse.
Meloni lavorò nell'edilizia prima di cominciare a recitare.

### Carriera

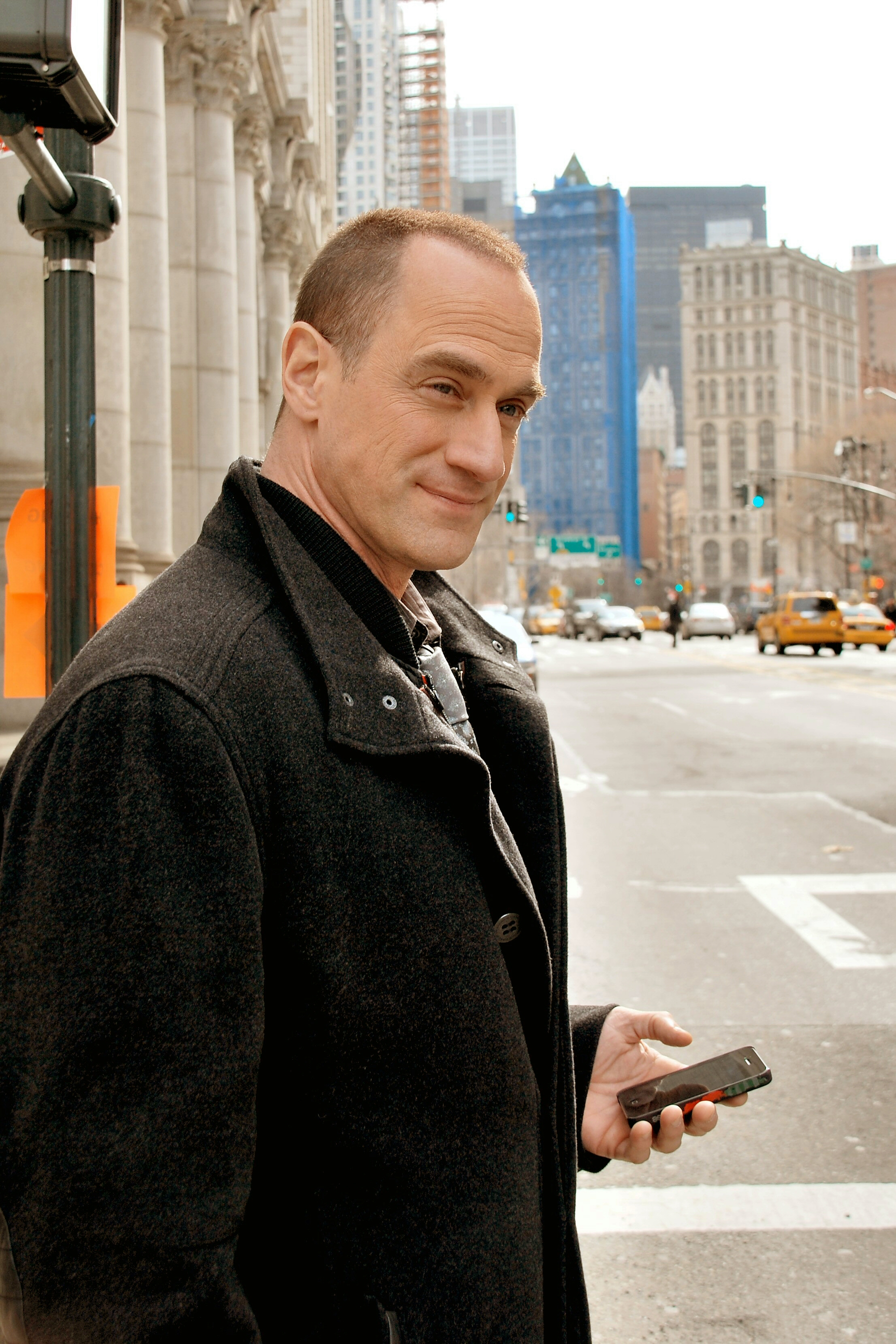
Meloni nel 2011

Meloni è comparso in numerose piccole serie TV e in ruoli minori in molti film, come in L'esercito delle 12 scimmie. Il suo primo ruolo degno di nota è quello di una testa calda, figlio di un mafioso, nel thriller Bound - Torbido inganno (1996), ed è anche apparso al fianco di Julia Roberts nel film Se scappi, ti sposo. Nel 1998 fece una piccola parte nel film di Terry Gilliam Paura e delirio a Las Vegas.
Notevole successo ebbe la sua interpretazione del sociopatico bisessuale Chris Keller nella serie televisiva Oz. Il ruolo richiedeva baci passionali e palpeggiamenti con altri uomini, e frequenti scene di nudo, anche integrale. La crudezza del personaggio attira l'interesse della stampa e dei fan, specialmente della comunità gay. Il creatore e produttore di Law & Order Dick Wolf, impressionato dalla sua abilità recitativa, gli fece firmare un contratto per la serie Law & Order - Unità vittime speciali, dove ha lavorato fino alla dodicesima stagione.
Nel 2012 partecipa ad alcuni episodi della quinta stagione della serie televisiva True Blood, nel ruolo del vampiro Roman Zimojic. Nel 2014 divenne protagonista della serie televisiva Surviving Jack, cancellata dopo una stagione. Tra il 2017 e il 2019, è stato il protagonista della serie televisiva Happy!, tratta dall'omonimo fumetto, in cui interpreta l'ex poliziotto Nick Sax.
Il 30 marzo 2020 viene annunciato che tornerà a interpretare il detective Elliott Stabler, in un nuovo spin-off del franchise Law & Order, intitolato Law & Order: Organized Crime. Il 30 aprile 2020 è stato annunciato dallo sceneggiatore Warren Leight che tornerà nella première della ventiduesima stagione di Unità vittime speciali. Il ritorno era inizialmente previsto per il finale della ventunesima stagione, ma a causa dello stop della produzione per la pandemia di COVID-19, il tutto è stato rinviato alla stagione successiva.

### Vita privata
Meloni è sposato dal 1995 con la scenografa Sherman Williams. La coppia ha due figli, Sophia (2001) e Dante (2004). Mariska Hargitay, collega in Law & Order - Unità vittime speciali e amica fuori dal set, è la madrina della figlia.

## Filmografia

### Attore

#### Cinema
- Amnesia investigativa (Clean Slate), regia di Mick Jackson (1994)
- Junior, regia di Ivan Reitman (1994)
- L'esercito delle 12 scimmie (12 Monkeys), regia di Terry Gilliam (1995)
- Bound - Torbido inganno (Bound), regia dei fratelli Wachowski (1996)
- The Small Hours, regia di Derek Dunsay (1997)
- Paura e delirio a Las Vegas (Fear and Loathing in Las Vegas), regia di Terry Gilliam (1998)
- The Souler Opposite, regia di Bill Kalmenson (1998)
- Una brutta indagine per l'ispettore Brown (Brown's Requiem), regia di Jason Freeland (1998)
- Se scappi, ti sposo (Runaway Bride), regia di Garry Marshall (1999)
- Carlo's Wake, regia di Mike Valerio (1999)
- Wet Hot American Summer, regia di David Wain (2001)
- That Brief Moment, regia di Doug Torres – cortometraggio (2002)
- American Trip - Il primo viaggio non si scorda mai (Harold & Kumar Go to White Castle), regia di Danny Leiner (2004)
- BelzerVizion, regia di Richard Goldstone e Matthew D. Panepinto – cortometraggio (2007)
- Harold & Kumar - Due amici in fuga (Harold & Kumar Escape from Guantanamo Bay), regia di Jon Hurwitz e Hayden Schlossberg (2008)
- Come un uragano (Nights in Rodanthe), regia di George C. Wolfe (2008)
- Brief Interviews with Hideous Men, regia di John Krasinski (2009)
- Carriers - Contagio letale (Carriers), regia di Àlex Pastor e David Pastor (2009)
- F--K, regia di R. E. Rodgers – cortometraggio (2010)
- Dirty Movie, regia di Jerry Daigle e Christopher Meloni (2011)
- Awful Nice, regia di Todd Sklar (2013)
- 42 - La vera storia di una leggenda americana (42), regia di Brian Helgeland (2013)
- L'uomo d'acciaio (Man of Steel), regia di Zack Snyder (2013)
- White Bird (White Bird in a Blizzard), regia di Gregg Araki (2014)
- They Came Together, regia di David Wain (2014)
- Small Time, regia di Joel Surnow (2014)
- Sin City - Una donna per cui uccidere (Sin City: A Dame to Kill For), regia di Robert Rodríguez e Frank Miller (2014)
- Diario di una teenager (The Diary of a Teenage Girl), regia di Marielle Heller (2015)
- Io sono vendetta - I Am Wrath (I Am Wrath), regia di Chuck Russell (2016)
- I predoni (Marauders), regia di Steven C. Miller (2016)
- La rivoluzione di Charlie (Almost Friends), regia di Jake Goldberger (2016)
- Fottute! (Snatched), regia di Jonathan Levine (2017)

#### Televisione
- Un giustiziere a New York (The Equalizer) – serie TV, episodio 4x06 (1988)
- Scuola di football (1st & Ten) – serie TV, 13 episodi (1989-1990)
- When Will I Be Loved?, regia di Michael Tuchner – film TV (1990)
- I Fanelli Boys (The Fanelli Boys) – serie TV, 19 episodi (1990-1991)
- Storia di ordinaria violenza (In a Child's Name), regia di Tom McLoughlin – miniserie TV (1991)
- Morire d'amore (Something to Live for: The Alison Gertz Story), regia di Tom McLoughlin – film TV (1991)
- Processo a una madre (Without a Kiss Goodbye), regia di Noel Nosseck – film TV (1993)
- The Boys – serie TV, 6 episodi (1993)
- Golden Gate, regia di Randy Zisk – episodio pilota scartato (1994)
- Attrazione pericolosa (A Dangerous Affair), regia di Alan Metzger – film TV (1995)    Thomas Moretti
- Hope & Gloria – serie TV, episodio 1x09 (1995)
- Misery Loves Company – serie TV, 8 episodi (1995)
- NYPD - New York Police Department (N.Y.P.D.) – serie TV, 5 episodi (1996-1997)
- Leaving L.A. – serie TV, 6 episodi (1997)
- Ogni nove secondi (Every 9 Seconds), regia di Kenneth Fink – film TV (1997)
- Brooklyn South – serie TV, episodi 1x08-1x09-1x10 (1997)
- L'ultimo padrino (The Last Don) – miniserie TV, puntata 02 (1997)
- Obiettivo Terra (Target Earth), regia di Peter Markle – film TV (1998)
- Homicide (Homicide, Life on the Street) – serie TV, episodi 7x06-7x07 (1998)
- Oz – serie TV, 38 episodi (1998-2003)
- Shift, regia di Kelly Anderson – episodio pilota scartato (1999)
- Law & Order - Unità vittime speciali (Law & Order: Special Victims Unit) – serie TV, 284 episodi (1999-in corso)
- Law & Order - I due volti della giustizia (Law & Order) – serie TV, episodi 10x14-10x15-22×01 (2000-2022)
- Martha M. - Diario di un omicidio (Murder in Greenwich), regia di Tom McLoughlin – film TV (2002)
- Scrubs - Medici ai primi ferri (Scrubs) – serie TV, episodio 3x03 (2003)
- Wonder Showzen - serie TV, episodio 1x07 (2005)
- Law & Order - Il verdetto (Law & Order: Trial by Jury) – serie TV, episodio 1x11 (2005)
- MADtv – serie TV, episodio 11x06 (2005)
- Gym Teacher: The Movie, regia di Paul Dinello – film TV (2008)
- True Blood – serie TV, 5 episodi (2012)
- Comedy Bang! Bang! – serie TV, episodio 2x02 (2013)
- Surviving Jack – serie TV, 8 episodi (2014)
- Veep - Vicepresidente incompetente (Veep) – serie TV, episodi 3x06-3x07 (2014)
- Beef, regia di Jake Szymanski – film TV (2014)
- The Jack and Triumph Show – serie TV, episodio 1x04 (2015)
- Wet Hot American Summer: First Day of Camp – miniserie TV, 6 puntate (2015)
- Drunk History – serie TV, episodio 3x01 (2015)
- Underground – serie TV, 15 episodi (2016-2017)
- Wet Hot American Summer: Ten Years Later – miniserie TV, 4 puntate (2017)
- At Home with Amy Sedaris – serie TV, episodio 1x06 (2017)
- Happy! – serie TV, 18 episodi (2017-2019)
- Pose – serie TV, episodi 1x04-1x07 (2018)
- The Handmaid's Tale – serie TV, 4 episodi (2019)
- The Twilight Zone – serie TV, episodio 2x07 (2020)
- Maxxx – serie TV, 6 episodi (2020)
- Law & Order: Organized Crime – serie TV, 67 episodi (2021-in corso)

### Doppiatore
- I dinosauri (Dinosaurus) – serie TV, 11 episodi (1991-1993)
- Lanterna Verde: Prima missione (Green Lantern: First Flight), regia di Lauren Montgomery (2009)
- Call of Duty: Black Ops III – videogioco (2015)
- American Dad! – serie animata, episodio 13x18, 17x03 (2019-2022)
- Harley Quinn – serie animata, 12 episodi (2019-2020)
- I Griffin (Family Guy) – serie animata, episodio 18x11 (2020)
- Rick and Morty – serie animata, episodio 4x06 (2020)
- Cinema Toast – serie animata, episodio 2x24 (2021)
- Bless the Harts – serie animata, episodio 1x09 (2021)
- IF - Gli amici immaginari (IF), regia di John Krasinski (2024)

### Regista
- Dirty Movie, co-regia con Jerry Daigle (2011)
- Underground – serie TV, episodio 2x08 (2017)
- Happy! – serie TV, episodio 2x02 (2019)

## Premi e riconoscimenti
- Premio Emmy
  - 2006 - Candidatura come Miglior attore protagonista in una serie drammatica per Law & Order - Unità vittime speciali

- OFTA Television Award
  - 1999 - Miglior attore ospite in una serie via cavo per Oz

## Doppiatori italiani
Nelle versioni in italiano delle opere in cui ha recitato, Christopher Meloni è stato doppiato da:
- Massimo Rossi in Law & Order - Unità vittime speciali, Law & Order - Il verdetto, Wet Hot American Summer, True Blood, Wet Hot American Summer: First Day of Camp, Diario di una teenager, Io sono vendetta - I Am Wrath, Wet Hot American Summer: Ten Years Later, Happy!, Pose, The Handmaid's Tale, Law & Order: Organized Crime, Law & Order - I due volti della giustizia (ep. 22x01)
- Massimo Lodolo in Scuola di football, Bound - Torbido inganno, La rivoluzione di Charlie
- Roberto Pedicini in Oz (ep. 4x04-16, st. 5-6), L'uomo d'acciaio, Sin City - Una donna per cui uccidere
- Fabrizio Temperini in Oz (st. 2-3, ep. 4x01-3), 42 - La vera storia di una leggenda americana
- Angelo Maggi in Law & Order - I due volti della giustizia (ep. 10x14, 10x15), White Bird
- Vittorio De Angelis in Homicide, Se scappi ti sposo
- Francesco Pannofino in American Trip, Fottute!
- Manlio De Angelis in Junior
- Mauro Gravina in L'esercito delle 12 scimmie
- Vittorio Guerrieri in NYPD - New York Police Department
- Franco Mannella in Paura e delirio a Las Vegas
- Roberto Chevalier in Martha M. - Diario di un omicidio
- Giovanni Battezzato in Harold & Kumar - Due amici in fuga
- Marco Mete in Come un uragano
- Pasquale Anselmo in Carriers - Contagio letale
- Saverio Indrio in Obiettivo Terra
- Gianluca Tusco in Scrubs - Medici ai primi ferri
- Fabrizio Russotto in They Came Together
- Enrico Di Troia in Veep - Vicepresidente Incompetente
- Dario Oppido ne I predoni

Da doppiatore è sostituito da:
- Alessandro Rigotti in Lanterna Verde: Prima missione
- Gianluca Iacono in Call of Duty: Black Ops III
- Massimo De Ambrosis ne I Griffin
- Saverio Indrio in IF - Gli amici immaginari